# Eugenio Bellosio

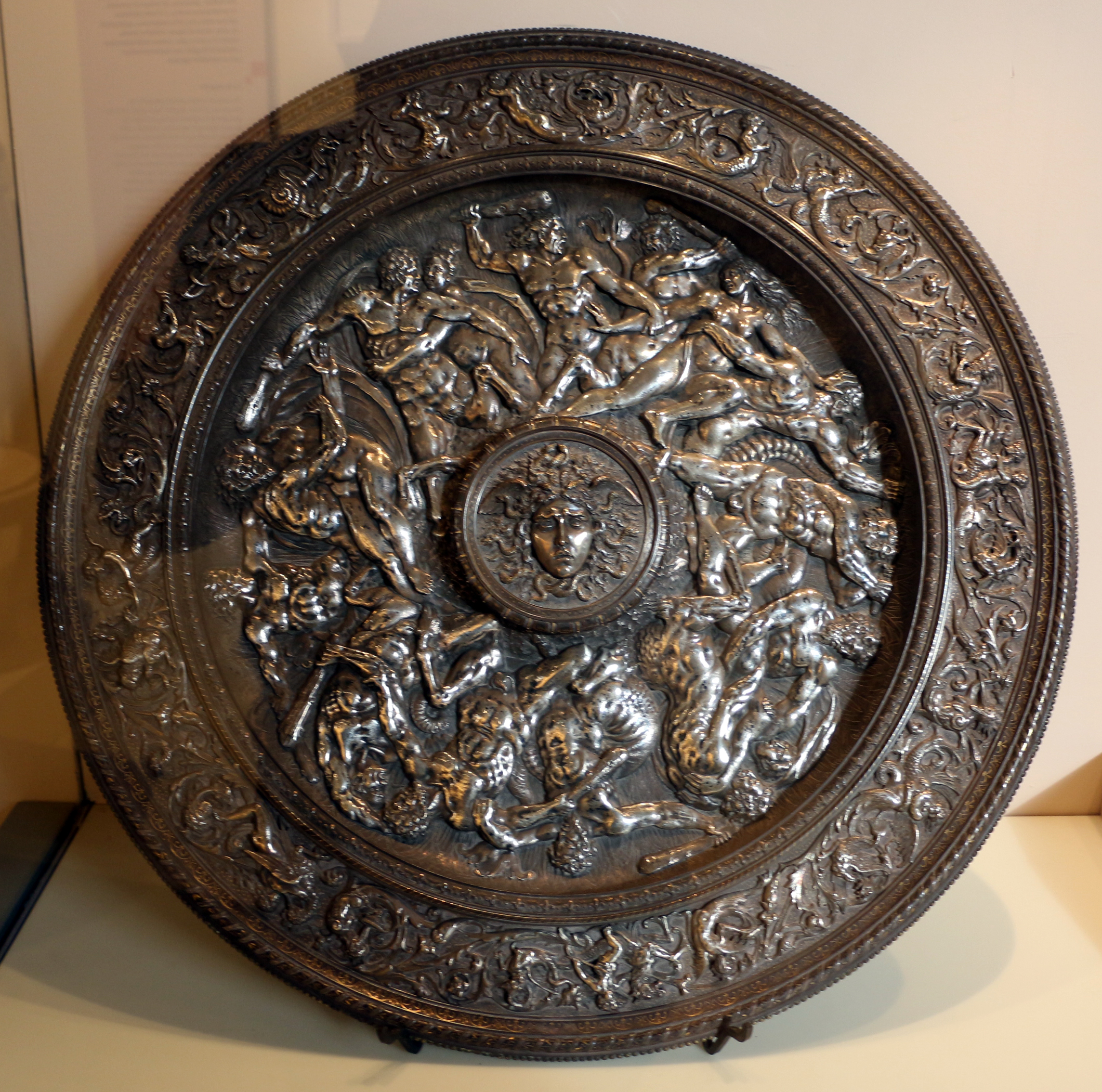
Eugenio Bellosio, piatto della Medusa, 1884, Castello Sforzesco, Milano

Eugenio Bellosio (Milano, 1847 – Magreglio, 14 settembre 1927) è stato uno scultore e orafo italiano.

## Biografia
Attivo nell'area geografica prossima alla sua città natale, si rifece nelle sue opere allo stile manierista di Benvenuto Cellini e Antonio Gentile. Una delle sue maggiori opere è l'altare del Santuario dell'Addolorata a Rho. Tra il 1912 e il 1913 realizza il paliotto per l'altare maggiore del  Santuario della Madonna del Bosco di Imbersago